# Jobst von der Recke (Domherr)
Jobst von der Recke (* unbekannt; † 2. November 1625) war Domherr in Münster.

## Leben
Jobst von der Recke entstammte dem westfälischen Adelsgeschlecht von der Recke und war der Sohn des Jobst von der Recke zu Heessen und dessen Gemahlin Elisabeth von Ketteler zu Hovestadt. Mit dem Erhalt der Tonsur am 28. Juni 1607 wurde Jobst auf ein geistliches Leben vorbereitet. Mit der Aufschwörung auf die Geschlechter Recke, Ketteler, Schencking und Wylich am 22. Oktober 1614 nahm er die Dompräbende in Besitz. Am Tag darauf folgte die Emanzipation. Am 3. April 1625 wurde Jobst zum Propst von St. Patrokli in Soest ernannt und optierte nach dem Tode des Dompropstes Otto von Dorgelo das Officium Gassel. Am 19. September des Jahres wurden die Testamentsvollstrecker bestimmt, darunter sein Bruder Gottfried.